# Oliver Sipple
Oliver William Sipple (* 20. November 1941 in Detroit, Michigan; † 2. Februar 1989 in San Francisco, Kalifornien) war ein dekorierter Veteran des United States Marine Corps. Bekannt wurde er am 22. September 1975 als Lebensretter des US-Präsidenten Gerald Ford bei einem Attentat in San Francisco.

## Frühe Jahre
Oliver Sipple nahm als Marine an den Kämpfen im Vietnamkrieg teil. Nach Verwundungen durch Schrapnell-Geschosse musste er im Dezember 1968 heimkehren und wurde in einem Veteranenkrankenhaus in Philadelphia bis März 1970 behandelt. Später verbrachte er nochmals sechs Monate im Krankenhaus der Veterans Health Administration in San Francisco und hielt sich 1975 ebenfalls dort auf. Sipple galt als psychisch nicht mehr arbeitsfähig und bekam deshalb eine Invalidenrente. Er teilte eine Wohnung im Mission District von San Francisco mit einem Seemann und war kommunalpolitisch engagiert, unter anderem bei der Kandidatur von Harvey Milk als offen homosexueller Stadtratskandidat.

## Das Ford-Attentat
Am 22. September 1975 gehörte Oliver Sipple zu den etwa 3000 Menschen, die vor dem Saint-Francis-Hotel in San Francisco auf den amtierenden US-Präsidenten Gerald Ford warteten. Ford erschien zwar mit seinen Leibwächtern, war aber dennoch relativ ungeschützt. Sipple bemerkte, dass eine Frau neben ihm eine Pistole zog und auf den Präsidenten anlegte. Er warf sich auf die Attentäterin Sara Jane Moore, die aber trotzdem abdrücken konnte. Die Kugel verfehlte ihr Ziel; ohne das Eingreifen Sipples wäre der Präsident vermutlich getroffen worden.

## Das „Outing“ durch die Medien
Die Polizei und der Secret Service dankten Sipple noch bei der Veranstaltung; Präsident Ford selbst schrieb ihm später einen Dankesbrief und lud ihn zu Weihnachten ins Weiße Haus ein. Die Medien stellten ihn als Helden dar. Sipple bat darum, nicht über seine Homosexualität zu berichten, da seine Familie trotz seiner Aktivitäten in der Schwulenszene San Franciscos davon nichts wusste und Sipple wünschte, dass das so blieb. Der Politiker und Schwulenaktivist Harvey Milk bezeichnete Sipple allerdings im Rahmen seiner Stadtratskandidatur als „gay hero“ (schwulen Helden); seine Heldentat helfe dabei, Stereotypen über Homosexuelle zu widerlegen. Verbände der Lesben- und Schwulenbewegung baten Zeitungsredaktionen in Petitionen, über Sipples sexuelle Orientierung zu berichten und ihn als gay hero darzustellen. Schließlich kam der San Francisco Chronicle in einer Kolumne von Herb Caen diesen Bitten nach. Anschließend folgten Leitartikler sechs weiterer Zeitungen diesem Beispiel. Daraufhin brach Sipples Mutter den Kontakt mit ihm ab. Erst nach dem Tod der Mutter 1979 nahm der Vater den Kontakt mit seinem Sohn wieder auf.

## Spätere Jahre
Sowohl physisch als auch mental verschlechterte sich der Gesundheitszustand von Oliver Sipple in den Jahren nach dem Attentat. Er trank viel, bekam einen Herzschrittmacher, wurde paranoid und selbstmordgefährdet. Am 2. Februar 1989 wurde er tot in seinem Bett aufgefunden. In seiner Wohnung fanden sich etliche Zeitungsausschnitte mit den Beschreibungen seiner Tat im Jahr 1975, der Brief aus dem Weißen Haus hing eingerahmt an der Wand. Sipple wurde auf dem Golden Gate National Cemetery im Süden von San Francisco begraben. Nur 30 Personen waren bei der Beisetzung anwesend. Kurze Zeit nach seinem Tod erreichte seine Freunde ein weiterer Brief von Ex-Präsident Ford. 
“Mrs. Ford and I express our deepest sympathy in this time of sorrow involving your friend’s passing
President Gerald Ford, February, 1989”
„Mrs. Ford und ich drücken unser tiefstes Mitgefühl in dieser Zeit der Trauer aus, die mit dem Tod Ihres Freundes verbunden ist …
Präsident Gerald Ford, Februar 1989“
2001 erklärte Gerald Ford in einem Interview mit dem Kolumnisten Deb Price auf die Frage, ob Sipple anders behandelt wurde, weil er schwul war:
“As far as I was concerned, I had done the right thing and the matter was ended. I didn’t learn until sometime later — I can’t remember when — he was gay. I don’t know where anyone got the crazy idea I was prejudiced and wanted to exclude gays.”
„Soweit es mich betraf, hatte ich das Richtige getan und die Sache war beendet. Ich habe erst später – ich kann mich nicht erinnern wann – erfahren, dass er schwul war. Ich weiß nicht, woher jemand die verrückte Idee hatte, ich wäre voreingenommen und würde Schwule ausschließen wollen.“
Auch Fords Entscheidung, mit 88 Jahren dem Vorstand einer Gruppe für die Zusammenarbeit von Homo- und Heterosexuellen in der Republikanischen Partei anzugehören, begründete er mit dem Wunsch, etwaige Gerüchte über seine vermeintliche Homophobie, die im Zusammenhang mit Sipple aufgetreten waren, zu widerlegen.

## Medienethik und Privatklage
Das Outing von Oliver Sipple durch den Chronicle bleibt ein kontrovers diskutierter Fall für Journalistenethik und wirft einerseits die Frage nach der Angemessenheit der Reportage über das Privatleben Sipples auf, andererseits aber auch die Frage, warum Sipples Mutter auf diese Offenbarung so heftig reagierte. Sipple selbst strengte ein auf 15 Millionen US-Dollar dotiertes Gerichtsverfahren gegen Herb Caen, sieben namhafte und eine Reihe unbekannterer Zeitungen wegen der Veröffentlichungen an. Das Oberste Gericht von San Francisco stellte das Verfahren ein. Sipple führte seine Privatklagen bis 1984 weiter, bis der State Court die Einstellung bestätigte.